# کورپاک
کورپاک (اسپانیایی: Corporación Peruana de Aeropuertos y Aviación Comercial‎) شرکت مدیریت فرودگاه پرویی است، که در سال ۱۹۴۳ تأسیس شد.